# Джапакова, Ирина Михайловна
Ирина Михайловна Джапакова (род. 19 февраля 1956, Джаныбек, Западно-Казахстанская область) — советская и российская театральная актриса. Заслуженная артистка РФ (1998). Лауреат Государственной премии РСФСР им. К. С. Станиславского (1981). В настоящее время играет в Камерном драматическом театре (г. Вологда). Член СТД РФ с 1981 года.

## Биография
С отличием окончив в 1976 году Саратовское театральное училище, молодая артистка работала в театрах Орджоникидзе (Русский драматический театр) и Орла (Государственный областной театр им. И. С. Тургенева). В 1979 году переехала в Вологду и несколько лет играла в Вологодском ТЮЗе. На его сцене исполняла значительные роли классического и современного репертуара, в том числе Оливии («Двенадцатая ночь» У. Шекспира) и Нины («Свидание в предместье» по пьесе «Старший сын» А. Вампилова). В 1981 году за исполнение роли Лиды в спектакле «Прости меня» по пьесе В. Астафьева была удостоена Государственной премии РСФСР им. Станиславского.
В 1983—1991 году работала в Сибири — в театрах Братска (Братский драматический театр) и Иркутска (Государственный областной театр им. Охлопкова), после чего вернулась в Вологодский ТЮЗ, где в последующие годы сыграла более 20 ролей различного плана. Вместе с театром участвовала в фестивалях «Реальный театр» (Екатеринбург, 1997), «Голоса истории» (Вологда, 1999, 2001), «Золотая маска» (Москва, 1999) (исполнила главную роль в спектакле «Кармен»). В 1995 году ей была присуждена премия «За лучшую женскую роль» им. М. Щуко в ежегодном профессиональном актерском конкурсе, учреждённом Вологодским отделением российского СТД. В 1998 году получила звание заслуженной артистки России.

В 1999 году покинула ТЮЗ и стала одним из основателей первого в Вологде негосударственного профессионального коллектива — Камерного драматического театра, ставшего значимым фактором современной театральной и культурной жизни региона. На сцене этого театра ею сыграно более 40 ролей мирового репертуара, её творчество неоднократно отмечалось дипломами и призами ежегодного актерского конкурса Вологодского отделения СТД (в частности, в 2007 году Ирине Михайловне был присуждён «Приз зрительских симпатий»). 

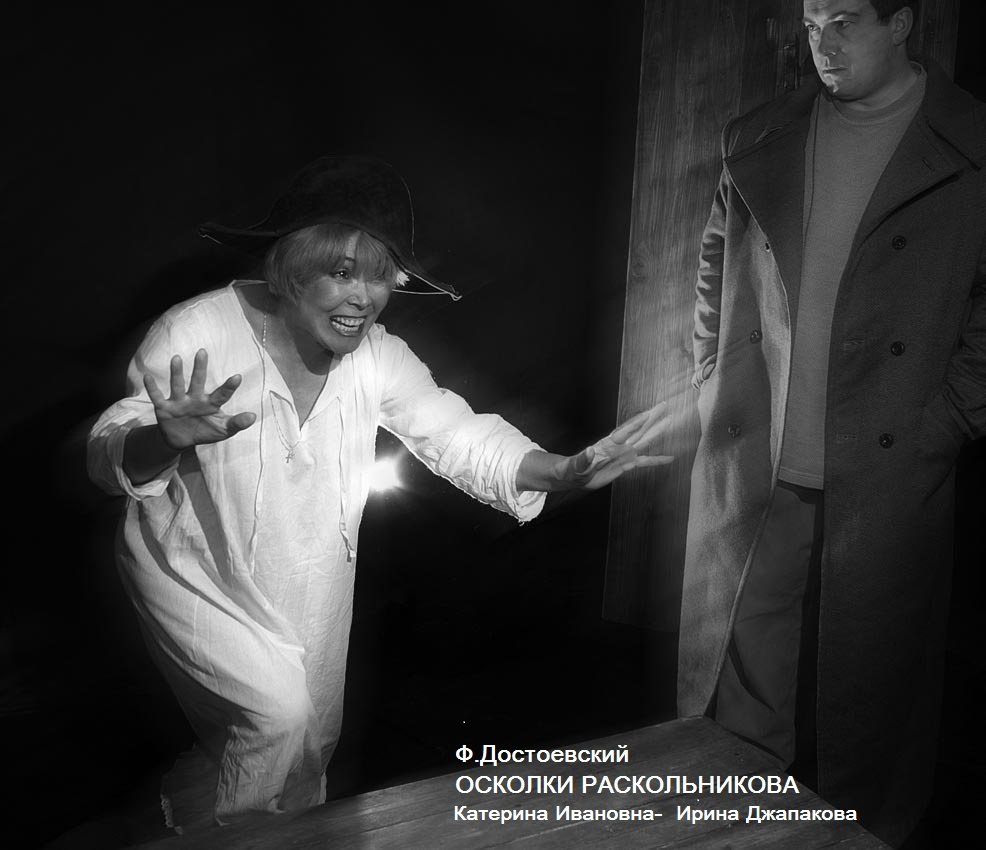
В роли Катерины Ивановны

В составе труппы Камерного драматического театра играла спектакли во многих городах России, в том числе в рамках театральных фестивалей «Рождественский парад» (Санкт-Петербург, 2002, 2005, 2009), «Белые ночи» (Архангельск, 2002), «Ламбушка» (Петрозаводск, 2005), «Южные ночи» (Геленджик, 2005), «Человек театра» (Челябинск, 2013, 2015, 2017, 2019), «Русская классика» (Лобня, 2011), «Ludi» (Орел, 2017).
За работу в моноспектакле «Сны о Сонечке» она получила приз «За лучшую женскую роль» международного фестиваля «У Троицы» (Сергиев Посад, 2021), Дважды получала приз «За лучшую женскую роль» Международного фестиваля камерных спектаклей по произведениям Ф. Достоевского — за роль Москалевой в спектакле «Дядюшкин сон» (Старая Русса, 2004) и за роль Домны Платоновны в спектакле «Классика.ru» (Новгород, 2008).
Ирина Джапакова участвовала в зарубежных гастролях театра и выступала в Люксембурге (2004, 2009), Германии (2007, 2012), Франции (2003), Италии (2014), Казахстане (2016), Польше (2017). Представляла российский театр на зарубежных театральных фестивалях: «Le théâtre et la poésie» (Тунис, Монастир, 2000), «CIFCET» (Египет, Каир, 2005, 2007), «Етно-Діа-Сфера» (Украина, Мукачево, Ужгород, 2007) «Atspindys» (Литва, Висагинас, 2014), «Мизансцена» (ДНР, Донецк, 2017). Спектакль «Небо в алмазах» получил приз «За лучший спектакль» Международного фестиваля «Актерот на Европа» (Македония, Преспа, 2007). За моноспектакль «Континуум» Ирина Михайловна получила специальный приз жюри Международного фестиваля «Марія» (Украина, Киев, 2010), а за роль Эдит Пиаф в моноспектакле «Это я — Эдит Пиаф» ей был присужден Гран-при Международного фестиваля «Аlbаmonо» (Албания, Корча, 2015). Эта ее работа стала лауреатом международных фестивалей «Armmono» (Армения, Ереван, 2017), «Impuls» (Кыргызстан, Бишкек, 2018), «Молдфест» (Молдова, Кишинёв, 2018)
Актриса создала несколько сольных музыкально-поэтических программ: «Реквием» (по стихам А. Ахматовой), «Тебе — через сто лет» (по поэзии М. Цветаевой), «Ниоткуда с любовью» (по бардовским песням). Программа «И жизнь и слезы и любовь» (по русским романсам) в 2004 году была представлена для работников российского посольства и торгпредства в Российских центрах науки и культуры (РЦНиК) в Египте (Каир, Александрия). Программа «Красота в изгнании» (по поэзии белой эмиграции) была представлена в Чехии (Прага, 2011) и стала финальным событием съезда европейских учителей-русистов (Словакия, Ружомберок, 2015). Музыкально-поэтическое представление «Не Москва ль за нами!» к столетию Отечественной войны 1812 г. было показано в РЦНиК в Польше (Варшава, 2012).
Статьи о творчестве актрисы и её интервью опубликованы в профессиональных изданиях («Театральная жизнь», «Страстной бульвар, 10» и «Петербургский театральный журнал» др.), федеральных и региональных газетах, журналах и интернет-изданиях. Она часто становится гостем областных радио и телеэфиров.
Ирина Джапакова награждена Почетной Грамотой Губернатора Вологодской области (2006), Почетной грамотой Департамента культуры Вологодской области (2001), Почетной грамотой Главы г. Вологды (2006), Знаком «За доблестный труд во благо Вологды», общественной неправительственной медалью «Столетие подводных сил России»(2005), Почетной грамотой Представительства Вологодской области при Президенте и Правительстве РФ (2011), Почетной грамотой орловского отделения СТД РФ (2017). Ее работа отмечена Благодарственными письмами Губернатора Вологодской области (2004), Вологодской городской Думы (2006) и Законодательного собрания Вологодской области (2007), Благодарностями Департамента культуры Вологодской области (2005, 2014) и Генерального штаба Вооружённых сил РФ (2005).